# Оксалат меди(II)
Оксалат меди(II) — неорганическое соединение, 
соль металла меди и щавелевой кислоты с формулой CuC2O4,
не растворяется в воде,
образует кристаллогидрат — кислотно-голубые кристаллы.

## Получение
- Обработка растворов солей меди(II) щавелевой кислотой:

{\displaystyle {\mathsf {CuSO_{4}+H_{2}C_{2}O_{4}+H_{2}O\ {\xrightarrow {}}\ CuC_{2}O_{4}\cdot H_{2}O\downarrow +H_{2}SO_{4}}}}

## Физические свойства

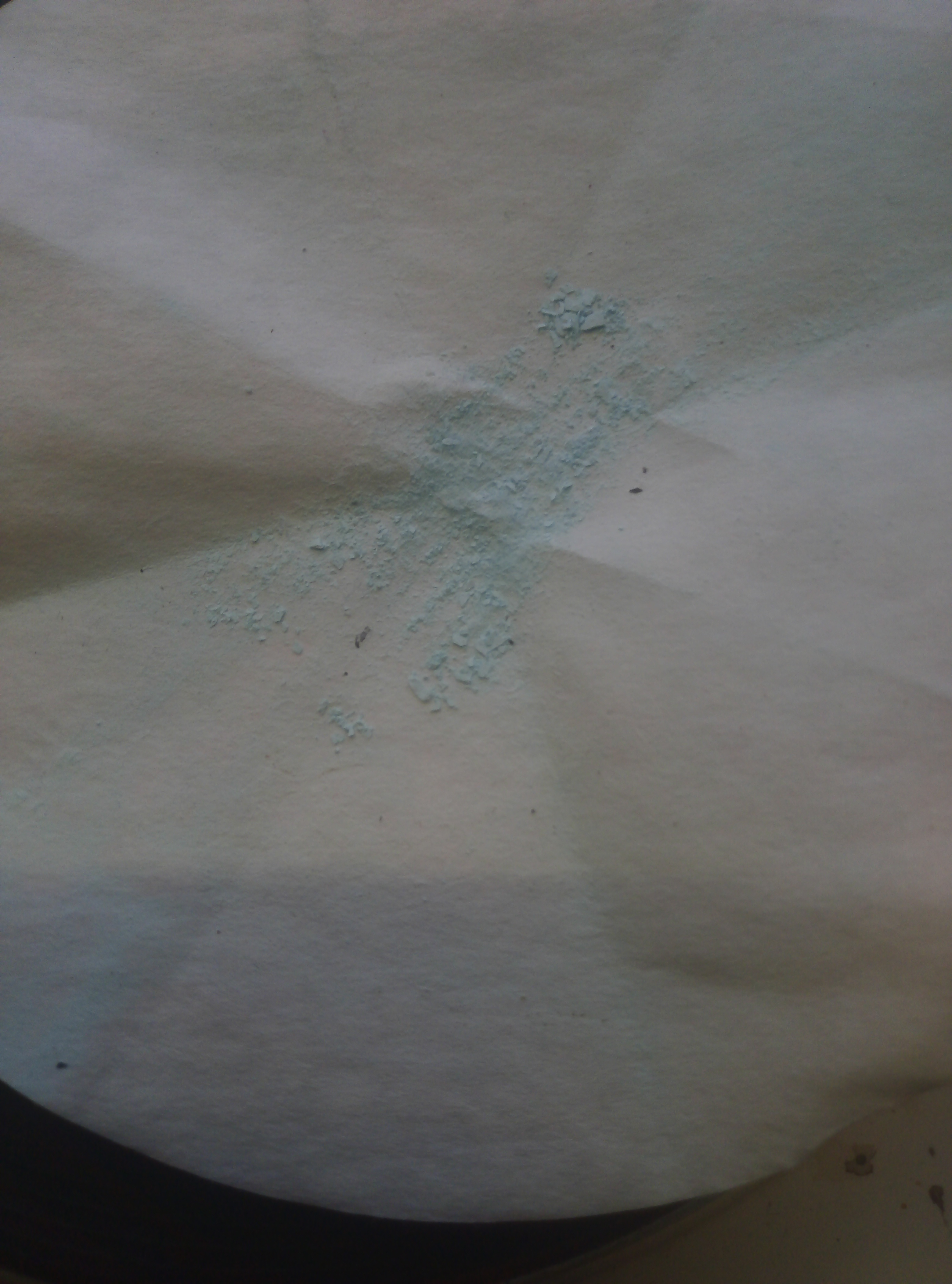
Внешний вид оксалата меди.

Оксалат меди(II) образует кристаллогидрат состава CuC2O4•H2O (по другим данным CuC2O4•½H2O) — кислотно-голубые кристаллы.
Не растворяется в воде.

## Химические свойства
- С оксалатами щелочных металлов и аммония образует комплексные соли:

{\displaystyle {\mathsf {CuC_{2}O_{4}+K_{2}C_{2}O_{4}+2H_{2}O\ {\xrightarrow {}}\ K_{2}[Cu(C_{2}O_{4})_{2}]\cdot 2H_{2}O}}}